# Hans Tichý
Hans Tichý, též Hans Tichi (16. května 1881 Moravský Krumlov – 22. července 1955 Kulmbach), byl československý politik německé národnosti, meziválečný poslanec a senátor Národního shromáždění za Německou živnostenskou stranu. Později působil jako celostátní i komunální politik v Spolkové republice Německo.

## Biografie
Narodil se v Moravském Krumlově, od roku 1904 však žil v Miroslavi, kde provozoval fotoateliér. Podle údajů k létům 1926 a 1935 byl profesí fotografem a starostou Miroslavi. Podle jiného zdroje je nesprávně uváděno, že zastával od roku 1919 funkci starosty Moravského Krumlova, jelikož starostenský post v tomto etnicky výrazně většinovém českém městě v meziválečném období zastávali Josef Kopřiva (ČND+ČŽOSS), Richard Filla (ČND) a Antonín Kašpárek (ČSL).
V roce 1920 byl jedním ze zakladatelů živnostenské strany německé menšiny v ČSR, přičemž reprezentoval její moravské křídlo. Působil jako expert u Společnosti národů v Ženevě. V parlamentních volbách v roce 1925 získal mandát v Národním shromáždění. Německá živnostenská strana ve volbách v roce 1925 kandidovala společně s Německým svazem zemědělců. Později zasedal v horní komoře parlamentu. V parlamentních volbách v roce 1929 získal senátorské křeslo v Národním shromáždění. V senátu setrval do roku 1935. Před parlamentními volbami v roce 1935 se spojil s Henleinovou stranou.
Po válce byl v roce 1945 zatčen československými úřady a jeden rok vězněn. Pak byl vysídlen a usadil se v Bavorsku. Po volbách roku 1949 se stal poslancem spolkového sněmu za stranu Wirtschaftliche Aufbau-Vereinigung, přičemž na sněmu se později připojil k formaci Gesamtdeutscher Block/Bund der Heimatvertriebenen und Entrechteten (GB/BHE). Byl druhým spolkovým předsedou BHE. Od roku 1948 byl také radním a starostou města Kulmbach, kde spoluzakládal sdružení Neubürgerbund (Spolek nových občanů).